# Чемпіонат Швеції з бенді 1914
 Чемпіонат Швеції з бенді: 1914 — 8-й сезон турніру з хокею з м'ячем (бенді), який проводився за кубковою системою. 
Переможцем змагань став клуб  АІК Стокгольм.

## Турнір

### Чвертьфінал
- АІК Стокгольм - Лідчепінгс АІК  4-1
- ІФК Уппсала - ІФК Стренгнес 5-1
- «Юргорден» ІФ (Стокгольм) - ІФК Стокгольм  2-0
- ІФК Євле - «Юганнесгоф» ІФ (Стокгольм)  2-2, 2-5

### Півфінал
- АІК Стокгольм -  ІФК Уппсала  4-2
- «Юргорден» ІФ (Стокгольм) - «Юганнесгоф» ІФ (Стокгольм)  7-1

### Фінал
1 березня 1914, Стокгольм
- АІК Стокгольм - «Юргорден» ІФ (Стокгольм)  4-2